# Pericampylus glaucus
Pericampylus glaucus är en tvåhjärtbladig växtart som först beskrevs av Jean-Baptiste de Lamarck, och fick sitt nu gällande namn av Elmer Drew Merrill. Pericampylus glaucus ingår i släktet Pericampylus och familjen Menispermaceae. Inga underarter finns listade i Catalogue of Life.